# 167信号場
167信号場（167しんごうじょう/正式には167km信号場）は、かつて台湾苗栗県三義郷にあった台湾鉄路管理局縦貫線（旧山線）の廃止された信号場である。勝興 - 泰安 (旧)間が8.6kmあるので線路容量を増加させるために作られた。基隆駅を起点として167kmの地点に作られたことから名付けられた。

## 信号場構造
- 全長2.3kmの複線区間を持つ。信号場の前後は単線である。北側には台鉄（台湾鉄路管理局）で唯一の折り返し式の加速線を備える。これは、本信号場が北への上り勾配途中にある為に非力な列車が一旦停止した場合に引き出し出来ないことを考慮して作られた。加速線は南側に向かって25パーミルの上り勾配となっていて、250mの長さがある。但し加速線は電化されておらず、ディーゼルカーが使用するのみであった[2]。複線区間の南側には「中山橋」という道路陸橋がかかっている[3]。南端には待避線に安全側線があり、勾配を下る南下列車のブレーキが故障した場合に対向列車と衝突する事故を防止している。安全側線は長さ400mで電化されていて[4]、南側に向かって25パーミルの上り勾配となっており、この勾配を利用して列車の速度を低下させることが出来る。

## 利用状況
- 廃止されている。線路は残っているが、架線は撤去されている。
- 現役時に北上する列車は常に東側の線路を通り、南下する列車は交換する列車がある場合は西側の線路を通り、交換する列車がない場合は東側の線路を通った[2]。

## 信号場周辺
- 信号場の南端西側に「故線路功夫組頭加藤勝三郎夫妻表彰碑」（1922年9月建立）がある[1]。
- 龍騰断橋 （信号場南側）
- 二号トンネル （信号場北側） トンネル北口には後藤新平による「開天」の字がある[5]。

## 歴史
- 1977年 - [6] 旧山線の電化時に開設された。
- 1998年9月24日 - 台中線が新線に切り替わり廃止された。

## 隣の駅
台湾鉄路管理局
旧山線 
勝興駅 -  167信号場 - 龍騰駅 - 泰安旧駅